# 三日月ロック
『三日月ロック』（みかづきロック）は、日本のロックバンド・スピッツの通算10作目のオリジナルアルバム。2002年9月11日にユニバーサルミュージックより発売。レーベルはユニバーサルJ。初回盤のみブックレット素材違い。

## 概要
- アルバム『空の飛び方』以来の表題曲が収録されていないアルバム。タイトルは、レコーディングを行った都内のスタジオの一つである、「CRESCENTE STUDIO」に因んでいる。また、草野は「スピッツは太陽とか三日月とか星とかっていうよりは三日月のような存在でいたいなぁと思って」と語っている[2]。
- 本作から、プロデューサーには亀田誠治を起用した。これは、2001年のシングル曲である「さわって・変わって」のプロデュースを亀田に依頼した際に、いい感じだったためアルバムのプロデュースも依頼したとのこと[2]。これまで、レコーディングの最終段階の歌録りまで歌詞が完成していないことが多かったスピッツだが、亀田の意向により歌詞を完成させてからレコーディングが行われた。
- 発売の丁度1年前にアメリカのニューヨークで発生したアメリカ同時多発テロ事件の影響が強く出ている作品であるとのこと。草野は「なんかニヒルな歌詞は書けないような状況でしたね。どこかしらにポジティブな言葉が入ってないと嫌だなぁというのはありましたね」と語っている[2]。
- アルバム前作から今作まで発売されたシングルのうち、「夢追い虫」のみ本アルバムへの収録は見送られている。詳細は同項目参照。
- マスタリングは前作に引き続き、スティーブン・マーカソン。

## 収録曲
| 全作詞・作曲: 草野正宗。 |                            |           |            |                                 |      |
| #                        | タイトル                   | 作詞      | 作曲・編曲 | 編曲                            | 時間 |
| 1.                       | 「夜を駆ける」             | 草野正宗  | 草野正宗   | スピッツ & 亀田誠治             | 5:04 |
| 2.                       | 「水色の街」               | 草野正宗  | 草野正宗   | スピッツ & 亀田誠治             | 3:27 |
| 3.                       | 「さわって・変わって」     | 草野正宗  | 草野正宗   | スピッツ、クジヒロコ & 亀田誠治 | 3:39 |
| 4.                       | 「ミカンズのテーマ」       | 草野正宗  | 草野正宗   | スピッツ & 亀田誠治             | 4:23 |
| 5.                       | 「ババロア」               | 草野正宗  | 草野正宗   | スピッツ & 亀田誠治             | 5:03 |
| 6.                       | 「ローテク・ロマンティカ」 | 草野正宗  | 草野正宗   | スピッツ & 亀田誠治             | 3:33 |
| 7.                       | 「ハネモノ」               | 草野正宗  | 草野正宗   | スピッツ & 亀田誠治             | 4:48 |
| 8.                       | 「海を見に行こう」         | 草野正宗  | 草野正宗   | スピッツ & 亀田誠治             | 2:59 |
| 9.                       | 「エスカルゴ」             | 草野正宗  | 草野正宗   | スピッツ & 亀田誠治             | 4:01 |
| 10.                      | 「遥か」(album mix)        | 草野正宗  | 草野正宗   | スピッツ & 石田小吉             | 4:22 |
| 11.                      | 「ガーベラ」               | 草野正宗  | 草野正宗   | スピッツ & 亀田誠治             | 4:20 |
| 12.                      | 「旅の途中」               | 草野正宗  | 草野正宗   | スピッツ & 亀田誠治             | 3:49 |
| 13.                      | 「けもの道」               | 草野正宗  | 草野正宗   | スピッツ & 亀田誠治             | 3:58 |
| 合計時間:                | 合計時間:                  | 合計時間: | 53:26      |                                 |      |

### 楽曲解説
1. 夜を駆ける
アルバムの1曲目は短い曲が多かったスピッツだが、アルバム中1番演奏時間の長い曲。2005年にアニメ『ハチミツとクローバー』の挿入歌として使用された。
今までとは違い、ラストの曲で凄くポジティブに終わるアルバムを想定していたため、1曲目にしっとりした本曲を持ってきたとのこと[2]。
漫画作品である『ワールドトリガー』の主人公である空閑遊真のイメージソングが本曲であることが公式より明かされている[3]。
2. 水色の街
アルバムの先行シングルとして「ハネモノ」と同時発売された。
3. さわって・変わって
初めて亀田のプロデュースでレコーディングしたシングル。
4. ミカンズのテーマ
もしも新しくバンド名をつけるとしたら、という発想のもとで架空のバンド「ミカンズ」を設定して作ったという曲[2]。
草野の花粉症の症状が酷かったために、ボーカルテイクは沖縄県のスタジオでレコーディングされた。
間奏のギターソロは草野と三輪テツヤの二人で同時録音したとのこと[2]。
5. ババロア
スピッツ初のダンスビート。全編にわたってドラムが打ち込みで作成されているが、随所で崎山による生ドラムも入っている。
草野が打ち込みのデモ音源を持ってきた際に、その雰囲気が良かったため、「打ち込みのいいところを生かしてレコーディングしよう」となった曲である[2]。
6. ローテク・ロマンティカ
本作中では最後に作られ、アルバム全体を引き締める意味を込めて作られた曲[2]。
7. ハネモノ
カルピスのCMソングとして使用され[4]、先行シングルにもなった。
8. 海を見に行こう
JR東日本のキャンペーンソングに使われたが、曲中では海へ「バスで行こう」と歌っている。使用しているベースは、ヘフナーのヴァイオリンベース。アンプはVOX。
草野は、「サイケ感を出せたかなぁと思いますね」と語っている[2]。
9. エスカルゴ
激しいドラム連打から始まるロックチューン。ドラえもんに登場するひみつ道具のデンデンハウスを草野がイメージして作られた楽曲。ライブ時には、イントロの途中で三輪か田村のどちらかが会場の地名などを叫ぶのが恒例になっている。仮タイトルは「ザンダー」。チープ・トリックのメンバーであるロビン・ザンダーから取られた仮タイトルとのこと[2]。
本曲のギターソロも草野と三輪のギターを同時録音している[2]。
10. 遥か (album mix)
TBS系ドラマ日曜劇場『Love Story』の主題歌として2001年5月にリリースされたシングル。アルバムの流れとは違うところにあった曲だが、「せっかくだから入れましょう」ということで収録された[2]。
曲の傾向が違ったため、ミックスのみ変更しているニューバージョン[2]。オルガンやベースの音色が変更されているほか、イントロ部分にギターが追加されている。
11. ガーベラ
25枚目のシングル「さわって・変わって」のカップリング曲。
12. 旅の途中
実質、アルバムを締めくくり、まとめる役目の曲。「バンドとしてもまだ旅の途中」という思いも込められている[2]。
13. けもの道
アルバム曲で当初はタイアップは無かったものの、2003年1月から放送されたイオン「happy face」のCMソングに起用された。
歌詞の内容は応援歌。ライブでは歌い出しの「東京の〜」の部分がコンサート場所の地名に変更されて唄われる。イントロのベースは、レッド・ツェッペリンの「コミュニケイション・ブレイクダウン」をイメージして演奏されている。

## 演奏
全曲（特記以外）
- 草野マサムネ：Vocals,Guitars（#1-13）
- 三輪テツヤ：Guitars, Background Vocals (#4), Additional Guitar in 2002 (#10)
- 田村明浩：Bass Guitar, Background Vocals (#4)
- 崎山龍男：Drums, Tambourine (#4,5,8,12), Cowbell (#4), Background Vocals (#4)

夜を駆ける
- 中山信彦：Programming

水色の街
- クジヒロコ：Organ

さわって・変わって
- クジヒロコ：Organ
- 中山信彦：Programming

ミカンズのテーマ
- 中山信彦：Programming

ババロア
- 中山信彦：Programming

ローテク・ロマンティカ
- 中山信彦：Programming

ハネモノ
- 中山信彦：Programming

海を見に行こう
- クジヒロコ：Cembalo
- 山本拓夫：Flute
- 中山信彦：Programming

遥か
- クジヒロコ：Organ
- 石田小吉：Synthesizers, Programming

ガーベラ
- 中山信彦：Programming

旅の途中
- 中山信彦：Programming

けもの道
- クジヒロコ：Organ
- 中山信彦：Programming

## アナログ盤
- ボーナスライブトラック（2002年11月14日、神奈川県民ホールより「ローテク・ロマンティカ」と「けもの道」の2曲）を追加収録した2枚組限定アナログ盤が2003年3月5日にリリースされた。最高位156位。
- 発売後「さわって・変わって」のイントロ部分で音が一瞬途切れている状態で収録されていたことが発覚、不良品として回収・交換されるという事態となった。その後の修正が済んだプレスではジャケット裏の左下に銀色の小さい丸型のシールが貼られている。
- ASIAN KUNG-FU GENERATIONのジャケットを手がけている中村佑介によるイラストを収録。
- 曲順、構成は以下の通り。

DISC 1
A Side
1. 夜を駆ける
2. 水色の街
3. さわって・変わって
4. ミカンズのテーマ
5. ババロア

B Side
1. ローテク・ロマンティカ
2. ガーベラ
3. 旅の途中
4. けもの道

DISC 2
C Side
1. ハネモノ
2. 海を見に行こう
3. エスカルゴ
4. 遥か (album mix)

D Side　Bonus Live Tracks
1. ローテク・ロマンティカ
2. けもの道